# 伊格爾坎帕斯山
46°35′21″N 9°49′23″E / 46.58929°N 9.82311°E

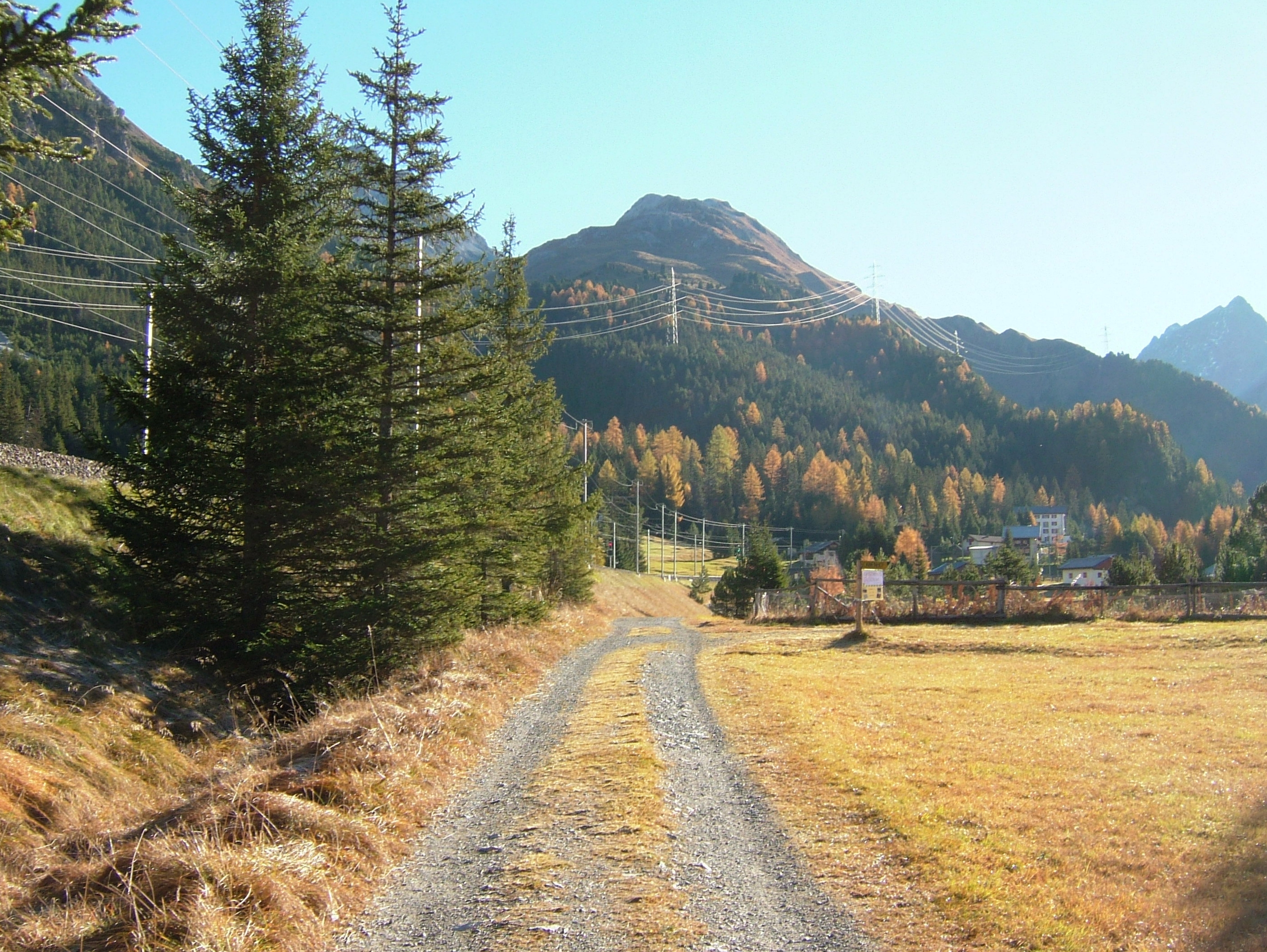

伊格爾坎帕斯山（Igl Compass），是瑞士的山峰，位於該國東南部，由格勞賓登州負責管轄，屬於阿爾布拉山脈的一部分，海拔高度3,016米，每年平均降雨量1,729毫米。